# This Christmas: Winter is Coming
This Christmas - Winter Is Coming là mini abum thứ ba của ca sĩ Hàn Quốc Taeyeon được phát hành dưới dạng album Giáng Sinh đặc biệt. Được phát hành bởi SM Entertainment vào ngày 12 tháng 12 năm 2017.

## Phát hành và quảng bá
This Christmas - Winter Is Coming và MV cho "This Christmas" được phát hành vào ngày 12 tháng 12 năm 2017. Để quảng bá album, Taeyeon tổ chức ba đêm concert với tên "The Magic of Christmas Time" vào ngày 22, 23 và 14 tháng 12 năm 2017 tại Trường Đại học Kyung Hee, Seoul.

## Đón nhận
This Christmas - Winter Is Coming ra mắt tại vị trí thứ 2 trên Gaon Album Chart của Hàn Quốc, và vị trí thứ 6 trên Billboard World Albums Chart. "This Christmas" ra mắt vị trí thứ 2 trên Gaon Digital Chart của Hàn Quốc.

## Danh sách bài hát
| This Christmas: Winter Is Coming | This Christmas: Winter Is Coming      | This Christmas: Winter Is Coming | This Christmas: Winter Is Coming           | This Christmas: Winter Is Coming |
| STT                              | Nhan đề                               | Phổ lời                          | Phổ nhạc                                   | Thời lượng                       |
| -------------------------------- | ------------------------------------- | -------------------------------- | ------------------------------------------ | -------------------------------- |
| 1.                               | "The Magic of Christmas Time"         | Krysta Youngs Robin Ghosh        | Yan Perchuk Ruslan Sirota Myah Marie       | 2:47                             |
| 2.                               | "This Christmas"                      | 13                               | 13                                         | 4:27                             |
| 3.                               | "Let It Snow"                         | Agnes Shin                       | Simon Petrén Chu Dae-gwan                  | 3:18                             |
| 4.                               | "Candy Cane"                          | Hwang Hyun                       | Matthew Tishler Philip Bentley Aimee Proal | 3:24                             |
| 5.                               | "Christmas without You"               | Jo Yoon-kyung                    | Daniel Obi Klein Charli Taft Andreas Öberg | 4:19                             |
| 6.                               | "Shhhh" (쉿; Swit)                    | Won Tae-yeon Jae Ha              | Christopher Wortley Mahan Moin DWB         | 3:48                             |
| 7.                               | "I'm All Ears" (겨울나무; Gyeoullamu) | Lee Joo-hyung                    | Lee Joo-hyung Astrid Holiday               | 3:35                             |
| 8.                               | "This Christmas" (Instrumental)       |                                  | 13                                         | 4:27                             |
| Tổng thời lượng:                 | Tổng thời lượng:                      | Tổng thời lượng:                 | Tổng thời lượng:                           | 30:08                            |

## Bảng xếp hạng
| Bảng xếp hạng(2017)         | Vị trí xếp hạng cao nhất |
| --------------------------- | ------------------------ |
| Hàn Quốc (Gaon)             | 2                        |
| US World Albums (Billboard) | 6                        |

## Lịch sử phát hành
| Khu vực  | Ngày                 | Định dạng           | Hãng đĩa                  | Tham khảo |
| -------- | -------------------- | ------------------- | ------------------------- | --------- |
| Hàn Quốc | 12 tháng 12 năm 2017 | CD digital download | SM Entertainment KT Music | [ 8 ]     |
| Toàn cầu | 12 tháng 12 năm 2017 | Digital download    | SM Entertainment          | [ 5 ]     |